# Laura Flessel-Colovic
Laura Flessel-Colovic (Pointe-à-Pitre, 6 november 1971) is een Franse voormalig minister en voormalig schermster. In 2017 werd Flessel-Colovic benoemd als minister van sport in de regering-Philippe. Flessel werd tijdens haar sportcarrière olympisch kampioen, tweemaal wereldkampioene, Europees kampioene en meervoudig Frans kampioene. Ze won de meeste olympische medailles van alle Franse deelnemers.

## Sportcarrière
Flessel begon in Guadeloupe met vechtsporten. Op 18-jarige leeftijd sloot ze zich aan de L'institut National du Sport, de l'Expertise et de la Performance (INSEP) in Parijs. In 1993 werd ze Frans kampioene degen. Twee jaar later behaalde ze haar eerste internationale succes door zilver (team) en brons (individueel) te winnen bij het wereldkampioenschap in Den Haag. Haar grootste succes van haar sportieve loopbaan boekte ze in 1996 door bij de Spelen van Atlanta zowel individueel als met het Franse team een gouden medaille te behalen. Twee jaar later werd ze haar eerste wereldtitel, welke ze een jaar later prolongeerde. In 2001 beviel ze van een dochter. Slecht vier maanden later won Flessel-Colovic een zilveren medaille op het wereldkampioenschap het Franse Nîmes.
In 2002 volgde haar sportieve dieptepunt doordat ze een schorsing kreeg opgelegd van drie maanden wegens het gebruik van verboden middelen. Ze testte positief op het gebruik van coramine glucose. Ze beschuldigde de Franse ploegdokters ervan haar dit toonbankmiddel voorschreven te hebben.
Ze was aangesloten bij Levallois Sporting Club Escrime en sinds 2007 bij Lagardère Paris Racing. Ze is in 1996 getrouwd met sportjournalist Denis Colovic en heeft één dochter.

## Minister van Sport
Op 17 mei 2017 werd ze minister van sport in de regering-Philippe. Op 4 september 2018 stapte ze op.

## Titels
- Olympisch kampioene degen - 1996
- Wereldkampioene degen - 1998, 1999
- Europees kampioene degen - 2007
- Frans kampioene degen - 1998, 2000, 2002, 2003, 2007, 2008

## Palmares

### OS
- 1996:  individueel
- 1996:  team
- 2000:  individueel
- 2000: 5e team
- 2004:  individueel
- 2004:  team
- 2008: 7e individueel

### WK
- 1995:  individueel
- 1995:  team
- 1997:  team
- 1998:  individueel
- 1998:  team
- 1999:  individueel
- 2001:  individueel
- 2002: 5e individueel
- 2003: 5e individueel
- 2005:  individueel
- 2005:  team
- 2006:  individueel
- 2006:  team
- 2007: 17e individueel
- 2007:  team
- 2008:  team
- 2009: 6e individueel
- 2009: 4e team
- 2010: 5e individueel
- 2010: 5e team
- 2011: 35e individueel

### EK
- 2007:  individueel
- 2007:  team
- 2008: 9e individueel
- 2009:  individueel
- 2010:  individueel
- 2010:  team
- 2011: 7e individueel
- 2011:  team
- 2012: 7e individueel

### Wereldbeker
- 2002:  individueel
- 2003:  individueel
- 1997:  individueel

### Middellandse Zeespelen
- 2005:  individueel

1996: Laura Flessel ·
2000: Tímea Nagy ·
2004: Tímea Nagy ·
2008: Britta Heidemann ·
2012: Jana Sjemjakina ·
2016: Emese Szász ·
2020: Sun Yiwen ·
2024: Vivian Kong
1996: Barlois, Flessel, Moressée-Pichot ·
2000: Aznavoerjan, Jermakova, Logoenova, Mazina ·
2004: Logoenova, Aznavoerjan, Jermakova, Sivkova ·
2012: Na, Xiaojuan, Yujie, Anqi ·
2016: Dinu, Gherman, Pop, Popescu ·
2020: Beljajeva, Embrich, Kirpu, Lehis ·
2024: Fiamingo, Navarria, Rizzi, Santuccio
- Bibliothèque nationale de France: cb148921043 (data)
- Gemeinsame Normdatei: 1119266564
- International Standard Name Identifier: 0000 0004 5095 1912
- Système universitaire de documentation: 196847389
- Virtual International Authority File: 316737001
- WorldCat: E39PBJwHjvQYhkKVw8vkkyTGpP